# Katakana

Comparaţie între caracterele hiragana (coloana din dreapta: "hi-ra-ga-na") şi caracterele katakana (coloana din stînga: "ka-ta-ka-na").

Silabarul Katakana este unul din cele două sisteme de scriere fonetică din limba japoneză, celălalt fiind hiragana.
Caracterele katakana se folosesc pentru scrierea cuvintelor de origine străină, intrate deja în limba curentă sau nu, pentru notarea onomatopeelor, sau stilistic în loc de kanji sau hiragana pentru atragerea atenției cititorului, similar cu folosirea caracterelor cursive sau aldine în limba română.
Exemple:
- テレビ terebi televizor (din engl. television)
- オギャー！ ogyaa! oaaa! (primul țipăt al unui nou-născut)
- スゴい女 sugoi onna o tipă buna (aici numai primele două caractere sînt katakana)

## Sistemul de scriere katakana
Tabelul de mai jos cuprinde caracterele katakana și combinațiile lor cele mai uzuale, în transcrierea Hepburn. Cu roșu sunt marcate caracterele care au ieșit din uz.
În tabelul de katakana întins, fondul portocaliu indică o digramă folosită doar pentru cuvinte împrumutate, nume geografice sau pentru nume de persoane; fondul albastru indică o digramă folosită doar pentru transliterarea mai acurată a unor sunete străine; fondul bej indică o digramă propusă de American National Standards Institute și de British Standards Institution; fondul purpuriu indică o digramă doar în Hyōjun-shiki în versiunea din 1974.
|    | Monograme (gojūon)                  | Monograme (gojūon)                  | Monograme (gojūon)                  | Monograme (gojūon)                  | Monograme (gojūon)                  | Digrame (yōon)                               | Digrame (yōon)                               | Digrame (yōon)                               |
| a  | i                                   | u                                   | e                                   | o                                   | ya                                  | yu                                           | yo                                           |                                              |
| -- | ----------------------------------- | ----------------------------------- | ----------------------------------- | ----------------------------------- | ----------------------------------- | -------------------------------------------- | -------------------------------------------- | -------------------------------------------- |
| ∅  | ア a [a]                            | イ i [i]                            | ウ u [u͍]                            | エ e [e]                            | オ o [o]                            |                                              |                                              |                                              |
| K  | カ ka [ka]                          | キ ki [ki]                          | ク ku [ku͍]                          | ケ ke [ke]                          | コ ko [ko]                          | キャ kya [kʲa]                               | キュ kyu [kʲu͍]                               | キョ kyo [kʲo]                               |
| S  | サ sa [sa]                          | シ shi [ɕi]                         | ス su [su͍]                          | セ se [se]                          | ソ so [so]                          | シャ sha [ɕa]                                | シュ shu [ɕu͍]                                | ショ sho [ɕo]                                |
| T  | タ ta [ta]                          | チ chi [t͡ɕi]                        | ツ tsu [t͡su͍]                        | テ te [te]                          | ト to [to]                          | チャ cha [t͡ɕa]                               | チュ chu [t͡ɕu͍]                               | チョ cho [t͡ɕo]                               |
| N  | ナ na [na]                          | ニ ni [nʲi]                         | ヌ nu [nu͍]                          | ネ ne [ne]                          | ノ no [no]                          | ニャ nya [ɲa]                                | ニュ nyu [ɲu͍]                                | ニョ nyo [ɲo]                                |
| H  | ハ ha [ha]                          | ヒ hi [çi]                          | フ fu [ɸu͍]                          | ヘ he [he]                          | ホ ho [ho]                          | ヒャ hya [ça]                                | ヒュ hyu [çu͍]                                | ヒョ hyo [ço]                                |
| M  | マ ma [ma]                          | ミ mi [mi]                          | ム mu [mu͍]                          | メ me [me]                          | モ mo [mo]                          | ミャ mya [mʲa]                               | ミュ myu [mʲu͍]                               | ミョ myo [mʲo]                               |
| Y  | ヤ ya [ja]                          | (yi)(1)                             | ユ yu [ju͍]                          | (ye)(1)                             | ヨ yo [jo]                          |                                              |                                              |                                              |
| R  | ラ ra [ɽa]                          | リ ri [ɽi]                          | ル ru [ɽu͍]                          | レ re [ɽe]                          | ロ ro [ɽo]                          | リャ rya [ɽʲa]                               | リュ ryu [ɽʲu͍]                               | リョ ryo [ɽʲo]                               |
| W  | ワ wa [wa]                          | ヰ i/wi(2) [ʷi]                     | (wu)(1)                             | ヱ e/we(3) [ʷe]                     | ヲ o/wo(4) [ʷo]                     |                                              |                                              |                                              |
|    |                                     |                                     |                                     |                                     |                                     |                                              |                                              |                                              |
| *  | ン n [n] [m] [ŋ] [ɴ] [ũ͍] [ĩ]        | ン n [n] [m] [ŋ] [ɴ] [ũ͍] [ĩ]        | ン n [n] [m] [ŋ] [ɴ] [ũ͍] [ĩ]        | ッ (consoana este geminată)         | ッ (consoana este geminată)         | ー (vocala este lungă)                       | ヽ (silaba este dublată și surdă)            | ヾ (silaba este dublată și sonoră)           |
|    |                                     |                                     |                                     |                                     |                                     |                                              |                                              |                                              |
|    | Diacritice (gojūon cu (han)dakuten) | Diacritice (gojūon cu (han)dakuten) | Diacritice (gojūon cu (han)dakuten) | Diacritice (gojūon cu (han)dakuten) | Diacritice (gojūon cu (han)dakuten) | Digrame cu diacritice (yōon cu (han)dakuten) | Digrame cu diacritice (yōon cu (han)dakuten) | Digrame cu diacritice (yōon cu (han)dakuten) |
| a  | i                                   | u                                   | e                                   | o                                   | ya                                  | yu                                           | yo                                           |                                              |
| G  | ガ ga [ɡa]                          | ギ gi [ɡi]                          | グ gu [ɡu͍]                          | ゲ ge [ɡe]                          | ゴ go [ɡo]                          | ギャ gya [ɡʲa]                               | ギュ gyu [ɡʲu͍]                               | ギョ gyo [ɡʲo]                               |
| Z  | ザ za [za]                          | ジ ji [d͡ʑi]                         | ズ zu [zu͍]                          | ゼ ze [ze]                          | ゾ zo [zo]                          | ジャ ja [d͡ʑa]                                | ジュ ju [d͡ʑu͍]                                | ジョ jo [d͡ʑo]                                |
| D  | ダ da [da]                          | ヂ ji(5) [d͡ʑi]                      | ヅ zu(5) [zu͍]                       | デ de [de]                          | ド do [do]                          | ヂャ ja(5) [d͡ʑa]                             | ヂュ ju(5) [d͡ʑu͍]                             | ヂョ jo(5) [d͡ʑo]                             |
| B  | バ ba [ba]                          | ビ bi [bi]                          | ブ bu [bu͍]                          | ベ be [be]                          | ボ bo [bo]                          | ビャ bya [bʲa]                               | ビュ byu [bʲu͍]                               | ビョ byo [bʲo]                               |
| P  | パ pa [pa]                          | ピ pi [pi]                          | プ pu [pu͍]                          | ペ pe [pe]                          | ポ po [po]                          | ピャ pya [pʲa]                               | ピュ pyu [pʲu͍]                               | ピョ pyo [pʲo]                               |
|    |                                     |                                     |                                     |                                     |                                     |                                              |                                              |                                              |
|    | Katakana întins                     |                                     |                                     |                                     |                                     |                                              |                                              |                                              |
| a  | i                                   | u                                   | e                                   | o                                   | ya                                  | yu                                           | yo                                           |                                              |
| Y  |                                     | イィ yi [ji]                        |                                     | イェ ye [je]                        |                                     |                                              |                                              |                                              |
| W  | ウァ wa [wa]                        | ウィ wi [wi]                        | ウゥ wu [wu͍]                        | ウェ we [we]                        | ウォ wo [wo]                        |                                              | ウュ wyu [wʲu͍]                               |                                              |
| V  | (ヷ) ヴァ va [va]                   | (ヸ) ヴィ vi [vi]                   | ヴ vu [vu͍]                          | (ヹ) ヴェ ve [ve]                   | (ヺ) ヴォ vo [vo]                   | ヴャ vya [vʲa]                               | ヴュ vyu [vʲu͍]                               | ヴョ vyo [vʲo]                               |
| Vy |                                     |                                     |                                     | ヴィェ vye [vʲe]                    |                                     |                                              |                                              |                                              |
| Ky |                                     |                                     |                                     | キェ kye [kʲe]                      |                                     |                                              |                                              |                                              |
| Gy |                                     |                                     |                                     | ギェ gye [ɡʲe]                      |                                     |                                              |                                              |                                              |
| Kw | (クヮ) クァ kwa [kʷa]               | クィ kwi [kʷi]                      |                                     | クェ kwe [kʷe]                      | クォ kwo [kʷo]                      |                                              |                                              |                                              |
| Gw | (グヮ) グァ gwa [ɡʷa]               | グィ gwi [ɡʷi]                      |                                     | グェ gwe [ɡʷe]                      | グォ gwo [ɡʷo]                      |                                              |                                              |                                              |
| Sh |                                     |                                     |                                     | シェ she [ɕe]                       |                                     |                                              |                                              |                                              |
| J  |                                     |                                     |                                     | ジェ je [d͡ʑe]                       |                                     |                                              |                                              |                                              |
| S  |                                     | スィ si [si]                        |                                     |                                     |                                     |                                              |                                              |                                              |
| Z  |                                     | ズィ zi [zi]                        |                                     |                                     |                                     |                                              |                                              |                                              |
| Ch |                                     |                                     |                                     | チェ che [t͡ɕe]                      |                                     |                                              |                                              |                                              |
| Ts | ツァ tsa [t͡sa]                      | ツィ tsi [t͡si]                      |                                     | ツェ tse [t͡se]                      | ツォ tso [t͡so]                      |                                              | ツュ tsyu [t͡sʲu͍]                             |                                              |
| T  |                                     | ティ ti [ti]                        | トゥ tu [tu͍]                        |                                     |                                     |                                              | テュ tyu [tʲu͍]                               |                                              |
| D  |                                     | ディ di [di]                        | ドゥ du [du͍]                        |                                     |                                     |                                              | デュ dyu [dʲu͍]                               |                                              |
| Ny |                                     |                                     |                                     | ニェ nye [ɲe]                       |                                     |                                              |                                              |                                              |
| Hy |                                     |                                     |                                     | ヒェ hye [çe]                       |                                     |                                              |                                              |                                              |
| By |                                     |                                     |                                     | ビェ bye [bʲe]                      |                                     |                                              |                                              |                                              |
| Py |                                     |                                     |                                     | ピェ pye [pʲe]                      |                                     |                                              |                                              |                                              |
| F  | ファ fa [ɸa]                        | フィ fi [ɸi]                        |                                     | フェ fe [ɸe]                        | フォ fo [ɸo]                        | フャ fya [ɸʲa]                               | フュ fyu [ɸʲu͍]                               | フョ fyo [ɸʲo]                               |
| Fy |                                     |                                     |                                     | フィェ fye [ɸʲe]                    |                                     |                                              |                                              |                                              |
| H  |                                     |                                     | ホゥ hu [hu͍]                        |                                     |                                     |                                              |                                              |                                              |
| My |                                     |                                     |                                     | ミェ mye [mʲe]                      |                                     |                                              |                                              |                                              |
| Ry |                                     |                                     |                                     | リェ rye [ɽʲe]                      |                                     |                                              |                                              |                                              |
| L  | ラ゜ la [la]                        | リ゜ li [li]                        | ル゜ lu [lu͍]                        | レ゜ le [le]                        | ロ゜ lo [lo]                        |                                              |                                              |                                              |

## Istorie
Katakana a fost dezvoltată în secolul al IX-lea (în perioada timpurie Heian) de călugării budiști, luând părți din caracterele „man'yōgana” ca formă de stenografie, de aceea această kana este numită „kata” (片, "parțială, fragmentată").
De exemplu, ka (カ) vine din partea stângă a caracterului „ka” (加, literal "creștere", dar sensul original nu mai este valabil pentru kana). Tabelul adiacent prezintă originile fiecărui caracter katakana: marcajele roșii ale caracterului original chinezesc (folosit ca „man'yōgana”) au devenit în cele din urmă fiecare simbol corespunzător.
La început, katakana a fost folosit aproape exclusiv de către bărbați pentru texte oficiale și pentru texte importate din China.
Constatările recente ale lui Yoshinori Kobayashi, profesor de japoneză la Universatea Tokushima Bunri, sugerează posibilitatea ca adnotările de tip katakana folosite în citirea indicativelor de ghidare (乎古止点 / ヲコト点 „okototen”) să provină din Coreea secolului al VIII-lea, introduse apoi în Japonia prin intermediul textelor budiste.

## Ordinea și direcția de scriere
Tabelul următor indică ordinea de scriere a fiecărui caracter Katakana.